# Liste der Träger des Verdienstordens des Landes Rheinland-Pfalz/1996
Im Jahr 1996 wurden folgende Personen mit dem Verdienstorden des Landes Rheinland-Pfalz geehrt:
| Ordensträger          | Lebensdaten | Wohnort                    | Wirken                                                                         |
| --------------------- | ----------- | -------------------------- | ------------------------------------------------------------------------------ |
| Karl Beck             |             | Neustadt an der Weinstraße |                                                                                |
| Erwin Paul Becker     |             | Bitburg                    |                                                                                |
| Paul Becker           |             | Trier                      |                                                                                |
| Karlheinz Betzing     |             | Kretz                      |                                                                                |
| André Blits           |             | Paris                      |                                                                                |
| Thomas Böker          |             | Neuhäusel                  |                                                                                |
| Walfried Degen        |             | Sinzig                     |                                                                                |
| Michel Doucin         |             | Paris                      |                                                                                |
| Susanna Gerloff       |             | Simmern/Hunsrück           |                                                                                |
| Dieter Hahn           |             | Veitsrodt                  |                                                                                |
| Ursula Agnes Hochwart |             | Dalheim                    |                                                                                |
| Hannes Houska         |             | Gau-Weinheim               |                                                                                |
| Wolfgang Kalinowsky   |             | Geisenheim                 |                                                                                |
| Gerhild Ketelhut      |             | Waldböckelheim             |                                                                                |
| Wulf Kleinknecht      |             | Alzey                      |                                                                                |
| Gerhard Kleßinger     |             | Worms                      |                                                                                |
| Gisela Kleßinger      |             | Worms                      |                                                                                |
| Hubertus von Kluge    |             | Mainz                      |                                                                                |
| Dieter Lang           |             | Zweibrücken                |                                                                                |
| Werner Ludwig         | 1926–2020   | Ludwigshafen am Rhein      | Politiker (SPD), von 1965 bis 2003 Oberbürgermeister von Ludwigshafen am Rhein |
| Alois Mayer           |             | Daun                       |                                                                                |
| Heinrich Meiling      |             | Hermeskeil                 |                                                                                |
| Markus Merk           | * 1962      | Kaiserslautern             | Fußballschiedsrichter                                                          |
| Helmut Mühlender      | 1918–2008   | Hüffelsheim                | Angestellter und Politiker (SPD)                                               |
| Helmut Müller         |             | Trier                      |                                                                                |
| Dieter Ney            |             | Kastellaun                 |                                                                                |
| Heinrich Opitz        |             | Vallendar                  |                                                                                |
| Alfred Peth           |             | Idar-Oberstein             |                                                                                |
| Kurt Rasbach          |             | Koblenz                    |                                                                                |
| Franz Schermer        |             | Kaiserslautern             |                                                                                |
| Arno Scheurer         | 1929–2016   | Haßloch                    | Sportveranstalter                                                              |
| Rosemarie Schitteck   |             | Bad Kreuznach              |                                                                                |
| Gerd Schmitz          |             | Mainz                      |                                                                                |
| Hans Schröter         | 1935–2022   | Rhodt unter Rietburg       | Jurist und Heimatforscher                                                      |
| Werner Staat          |             | Minfeld                    | Funktionär des Naturschutzverbandes Südpfalz                                   |
| Herbert Waldenberger  | 1935–2017   | Landau in der Pfalz        | Politiker (CDU)                                                                |
| Fritz Weber           |             | Mainz                      |                                                                                |